# حكومة الوفاق الوطني (ليبيا)
حكومة الوفاق الوطني الليبية هي حكومة منبثقة عن الاتفاق السياسي الليبي الموقع في الصخيرات المغربية في 17 ديسمبر 2015، والذي أشرفت عليه بعثة الأمم المتحدة للدعم في ليبيا، بقيادة الألماني مارتن كوبلر بعد تكليفه بديلًا عن خلفه الإسباني برناردينو ليون.
تمت المصادقة على الاتفاقية بالإجماع من قبل الأمم المتحدة مجلس الأمن، الذي رحب بتشكيل مجلس رئاسي لليبيا واعترف بحكومة الوفاق الوطني بصفتها السلطة التنفيذية الشرعية في ليبيا في 31 ديسمبر 2015، أعلن رئيس مجلس النواب الليبي، عقيلة صالح عيسى دعمه للاتفاق السياسي الليبي. خلال الفترة 2015-2017، انتقد المؤتمر الوطني العام حكومة الوحدة على عدة جبهات باعتبارها منحازة لصالح منافسيها، مجلس النواب.
اعتبارًا من 2016, حكومة الوفاق الوطني لديها 17 وزيرا ويقودها رئيس الوزراء فايز السراج. عُقد الاجتماع الأول لمجلس وزراء حكومة الوفاق الوطني في 2 يناير 2016 في تونس العاصمة. تم الإعلان عن حكومة كاملة تتألف من 18 وزيراً في يناير 2016.
وصل رئيس وزراء حكومة الوفاق الوطني فايز السراج وستة أعضاء آخرين من المجلس الرئاسي والحكومة المقترحة إلى طرابلس في 30 مارس 2016. في اليوم التالي، أفادت الأنباء أن حكومة الوفاق الوطني قد سيطرت على مكاتب رئاسة الوزراء.
بعد آذار (مارس) 2016، اشتد الصراع بين البرلمانين المتنافسين، مجلس النواب الليبي والمؤتمر الوطني العام. على الرغم من دعمه سابقًا، سحب مجلس النواب الليبي اعترافه بحكومة الوفاق الوطني بالتصويت ضدها في صيف 2016 وأصبح منافسًا لهم على حكم البلاد. على الرغم من دعمها من قبل أجزاء فقط من المؤتمر الوطني العام وبدون موافقة رسمية من مجلس النواب الليبي، الذي دعا إلى إجراء انتخابات جديدة بحلول فبراير 2018، تم الاعتراف بحكومة الوفاق الوطني، اعتبارًا من سبتمبر 2020، من قبل الأمم المتحدة كحكومة ليبيا الشرعية.
من عام 2015 إلى عام 2016، كافحت حكومة الوفاق الوطني لتأكيد سلطتها ولم تنجح إلى حد كبير في توحيد ليبيا. كانت الجدوى النهائية لحكومة الوفاق الوطني غير مؤكدة بالنظر إلى أن البلاد ظلت منقسمة إلى حد كبير عبر الخطوط السياسية والقبلية والأيديولوجية.

## خلفية
منذ أن أطاحت عملية الناتو بالزعيم معمر القذافي في عام 2011 أثناء الحرب الأهلية الليبية، شهدت ليبيا فترة من الاضطراب وعدم الاستقرار الشديد. أصبحت ليبيا أرضًا خصبة للميليشيات المسلحة والجماعات الإسلامية التي استفادت من البيئة الخارجة عن القانون للعمل في البلاد وتجنيد المقاتلين. فور وفاة القذافي في عام 2011، سيطر مجلس قيادة المتمردين المعروف باسم المجلس الوطني الانتقالي المؤقت (ليبيا) على البلاد حتى تم انتخاب المؤتمر الوطني العام ديمقراطيًا في عام 2012.

### سياسة المؤتمر الوطني
بعد إنشاء المؤتمر الوطني العام في عام 2012، أعربت عدة فصائل عن قلقها إزاء أفعاله. في حين أن غالبية المسؤولين المنتخبين في المؤتمر الوطني العام كانوا معتدلين أو ليبراليين، كانت هناك أقلية قوية من ممثلي الأحزاب الإسلامية، بما في ذلك الرئيس المنتخب، نوري أبو سهمين، مما تسبب في اضطرابات بين الليبراليين وإثارة الانقسامات السياسية في ليبيا. قرارات أخرى لفرض قواعد إقصائية تمنع أولئك الذين خدموا في عهد القذافي من تولي مناصب في المؤتمر الوطني العام، ولفرض قانون الشريعة ولتمديد ولاية المؤتمر الوطني العام لمدة عام آخر، تسبب تأجيل الانتخابات العامة أيضًا في معارضة المؤتمر الوطني العام. في 14 فبراير 2014، دعا خليفة حفتر إلى حل المؤتمر الوطني العام، وإنشاء مجلس رئيس يمكنه تنظيم الدستور والانتخابات الحرة بشكل أفضل، وفي مايو قاد ميليشيا هجوم يسمى «عملية الكرامة» الذي سيطر على طرابلس.
في 25 يونيو 2014، أجريت انتخابات الهيئة التشريعية الليبية الجديدة،مجلس النواب، حتى مع استمرار مليشيات حفتر في حملتها بالهجمات. في بنغازي. أصبحت الجماعات المعتدلة والليبرالية هي الأغلبية في مجلس النواب الليبي، ولكن بسبب قلة المشاركة (تقدر بـ 18٪ من الناخبين)، رفضت الجماعات الإسلامية النتائج. في غضون ذلك، بدأت الميليشيات الإسلامية هجمات وتفجيرات في المدن الكبرى، بما في ذلك اغتيال سلوى بوقعيقيص، ناشطة في مجال حقوق المرأة في بنغازي وتفجير سيارة مفخخة في البيضاء. سرعان ما سيطرت الميليشيات الإسلامية على مصراتة وأنشأت حملتها الخاصة، المسماة عملية فجر ليبيا. أدى ذلك إلى فرار مجلس النواب الليبي من طرابلس إلى طبرق.
كانت نتائج هذه الصراعات حرب أهلية متجددة وحكومة ليبية منقسمة، مع جماعات معادية للإسلاميين في طرابلس، وجماعات إسلامية في مصراتة مدعومة دوليًا، مجلس النواب الليبي انتقل إلى طبرق. مع استمرار هذه الحرب الأهلية، بدأت الجهود لتشكيل حكومة وحدة وطنية جديدة.

## التسلسل الزمني

### إنشاء حكومة الوفاق الوطني
بدأت الجهود لإصلاح الانقسامات في ليبيا في أوائل عام 2015. في 15 يناير 2015، وافقت قوات عملية الكرامة على وقف إطلاق النار مع عملية فجر ليبيا، بينما وافقت حكومة طبرق على المحادثات مع حكومة فجر ليبيا المدعومة من المؤتمر الوطني العام، لكن العديد من الأعضاء الرئيسيين في فجر ليبيا وحكومة المؤتمر الوطني العام لم يحضروا المحادثات المقررة في جنيف. خلال النصف الأول من عام 2015، سهلت الأمم المتحدة المحادثات بين الفصائل لصياغة خطط لحكومة الوحدة التي من شأنها إنهاء الحرب الأهلية، لكن تلك المقترحات قوبلت بمقاومة من جميع الفصائل، مع رفض المسودة الرابعة من قبل مجلس النواب الليبي في 9 يونيو.
بعد محادثات متواصلة طوال الفترة المتبقية من عام 2015، تم توقيع اتفاق سلام بين الفصيلين في 17 ديسمبر في الصخيرات. وأنشأت الاتفاقية المجلس الرئاسي والمجلس الأعلى للدولة وأنشأت حكومة الوفاق الوطني. على الرغم من دعم الحزبين للاتفاق، كان لدى الفصيلين أيضًا أعضاء لم يدعموا الصفقة وكان هناك مخاوف من عدم امتثال الميليشيات المسلحة جيدًا للصفقة. بعد موافقة الأمم المتحدة ومجلس الأمن، تم الاعتراف بحكومة الوفاق الوطني على الفور تقريبًا من قبل المجتمع الدولي كحكومة شرعية في ليبيا. وصفت فيديريكا موغيريني، مسؤولة السياسة الخارجية في الاتحاد الأوروبي الاتفاقية بأنها «خطوة أساسية» وقالت إن حكومة الوحدة فقط هي التي ستكون مجهزة «لإنهاء الانقسامات السياسية ودحر الإرهاب ومعالجة العديد من التحديات الأمنية والإنسانية والاقتصادية التي يواجهها البلد».
عقدت حكومة الوفاق الوطني اجتماعها الأول في تونس في 8 يناير 2016, وقد رشح الوزراء لجميع المناصب بحلول فبراير وحصلوا على تصويت بثقة من مجلس النواب الليبي في 12 مارس 2016. في 30 مارس 2016، نقلت حكومة الوفاق الوطني مجلسها الرئاسي إلى طرابلس على الرغم من تهديدات الجماعات المتشددة في المدينة.  ويعمل المجلس الرئاسي حاليا انطلاقا من قاعدة بحرية في المدينة. منذ ذلك الحين، استمر دعم حكومة الوفاق الوطني في النمو.  أعرب حكماء من قبيلتي الطوارق والتبو عن دعمهم لحكومة الوفاق الوطني

### الصراع مع حكومة طبرق
على الرغم من الصفقات المبكرة التي تم إجراؤها، صوت مجلس النواب الليبي ضد الموافقة على حكومة الوفاق الوطني خلال صيف عام 2016 وأصبح منافسها لإدارة ليبيا. في الأشهر الأولى من عام 2017، انهار التعاون بين الحكومتين تماما. في فبراير / شباط، عقد اجتماع بين المارشال الميداني خليفة حفتر ورئيس الوزراء السراج في القاهرة، ولكن على الرغم من الضغط المصري والروسي، لم يتمكن الجانبان من الوصول إلى اتفاق. في مارس 2017 سرايا الدفاع عن بنغازي الموالية لحكومة الوفاق الوطني سيطروا على المنشآت النفطية في منطقة خليج سدرة التي كانت تابعة للبرلمان الشرقي والجيش الوطني الليبي، الذي استول عليها مرة سابقا في سبتمبر 2016.
شن الجيش الوطني الليبي هجوما مضادا وطالبت حكومة طبرق حكومة الوفاق الوطني بإدانة أفعالهم. سحب مجلس النواب الليبي لاحقًا اعترافه بحكومة الوفاق الوطني ودعا إلى إجراء انتخابات جديدة بحلول أوائل عام 2018.
خلال أوائل عام 2017، كانت حكومة الوفاق الوطني لا تزال تفتقر إلى الدعم الشعبي بسبب قوتها العسكرية الضعيفة وعدم قدرتها على السيطرة على طرابلس. ومع ذلك، في أواخر أبريل / نيسان وأوائل مايو / أيار، عُقد اجتماع بين رئيس الوزراء السراج والمشير حفتر في أبو ظبي. التقيا لمدة ساعتين وتشير المصادر إلى أن اجتماعهما كان إيجابيا، حيث صرح رئيس الوزراء في وقت لاحق أنهما اتفقا على الحاجة إلى حل سلمي. يقال إن الاجتماع تحقق بفضل الضغط على حفتر من قبل الإمارات. كما اتفقوا على تشكيل مجلس رئاسي جديد كجزء من اتفاقية تقاسم السلطة وإجراء الانتخابات في مارس 2018.
في مايو 2018، جرت محادثات في باريس، فرنسا، حيث اتفق قادة حكومة الوفاق الوطني وممثلو الجيش الوطني الليبي التابع لحفتر على وضع إطار قانوني بحلول 16 سبتمبر 2018 لإجراء انتخابات عامة في ديسمبر. لم تحدث الانتخابات قبل شهر ديسمبر، مع سلسلة أخرى من المحادثات المعروفة باسم مؤتمر باليرمو في نوفمبر 2018، والتي تعد بإجراء انتخابات إما في أوائل عام 2019 أو في يونيو من ذلك العام.
في 16 سبتمبر، صرح فايز السراج أنه سيتنحى عن منصبه بنهاية أكتوبر 2020. جاء ذلك بعد شهر من الاحتجاجات في طرابلس. ومع ذلك، في 31 أكتوبر 2020، ألغى السراج قراره بالاستقالة ويخطط للبقاء في منصبه حتى يمكن ترتيب انتخابات وطنية واختيار مجلس رئاسي جديد. الانتخابات هي إحدى القضايا المقرر مناقشتها خلال الحوارات الليبية الداخلية في 9 نوفمبر 2020.

## الوثائق الرئيسية

### الاتفاق السياسي الليبي
تم تقنين حكومة الوفاق الوطني في الاتفاق السياسي الليبي الموقع في 17 ديسمبر 2015 في مؤتمر عقد في الصخيرات بالمغرب. تمت المصادقة على هذه الاتفاقية بالإجماع من قبل الأمم المتحدة ومجلس الأمن الذي اعترف بأن حكومة الوفاق الوطني هي الحكومة الشرعية الوحيدة في ليبيا. يمنح الاتفاق السياسي الليبي السلطة التنفيذية لحكومة الوفاق الوطني، بينما يترك السلطة التشريعية لمجلس النواب كما كان الحال في أعقاب انتخابات يونيو 2014. كما أنشأ المجلس الأعلى للدولة، وهو هيئة استشارية مستقلة عن حكومة الوفاق الوطني.
وفقًا للوثيقة الأصلية، يقوم الاتفاق السياسي الليبي على أربعة مبادئ رئيسية: «ضمان الحقوق الديمقراطية للشعب الليبي، الحاجة إلى حكومة توافقية تقوم على مبدأ الفصل بين السلطات والرقابة والتوازن بينها، وكذلك الحاجة إلى تمكين مؤسسات الدولة مثل حكومة الوفاق الوطني حتى تتمكن من مواجهة التحديات الخطيرة المقبلة، واحترام القضاء الليبي واستقلاله».

### إعلان المبادئ
في نفس الوقت الذي تم فيه التوقيع على الاتفاقية السياسية الليبية، وقع البرلمانان المتنافسان، مجلس النواب الليبي والمؤتمر الوطني العام، إعلان مبادئ بينهما في تونس. تهدف إلى تشكيل حكومة وحدة وطنية. على الرغم من حدوثها بالتوازي مع الاتفاقية السياسية الليبية، كانت هذه الصفقة الجديدة منفصلة عن الاتفاقية التي تقودها الأمم المتحدة، وهي عملية سلام جاهدت لإثبات قبولها من قبل أي من المؤتمر الوطني العام أو مجلس النواب الليبي. تضمن هذا الإعلان الجديد تشكيل لجنة من 10 أشخاص، 5 من كل جانب، ستختار معًا رئيس وزراء مؤقتًا ونائبين مع إجراء انتخابات تشريعية كاملة في غضون عامين.
بالنظر إلى أن المؤتمر الوطني العام رفض تقديم مرشحين لحكومة الوحدة في إطار عملية الأمم المتحدة، فقد اعتُبر هذا الاتفاق الجديد بمثابة رد فعل واستجابة محلية للضغط الذي يمارس، يصر المجتمع الدولي على أن حكومة الوفاق الوطني المدعومة من الأمم المتحدة كانت السبيل الوحيد للمضي قدمًا في ليبيا. رأى العديد من الليبيين في عملية الأمم المتحدة بمثابة اتفاق من أعلى إلى أسفل مفروض عليهم. مع عدم وجود مؤشرات على دمج الأمم المتحدة هذه الصفقة الجديدة في عملية السلام، قال المبعوث الخاص الأمم المتحدة إلى ليبيا، مارتن كوبلر، إن الاتفاقية كانت خطوة أولى جيدة وأصروا على أن الاتفاقية السياسية الليبية التي تدعمها الأمم المتحدة تمثل الوسيلة الوحيدة لتوحيد البلاد وتتطلب «تأييدًا سريعًا» من كلا الجانبين.

## الجهات المؤثرة الرئيسية على حكومة الوفاق الوطني

### مجلس النواب
تم انتخاب مجلس النواب الليبي ديمقراطيًا في عام 2014، وكان الحكومة الليبية المعترف بها دوليًا قبل إنشاء حكومة الوفاق الوطني. وبدعم من الإمارات العربية المتحدة ومصر وروسيا، فإن مجلس النواب مدعوم أيضًا من الجيش الوطني الليبي والقائد المشير خليفة حفتر، الذي يقف وراء رفض الحكومة الموافقة على حكومة الوفاق الوطني.
كان حفتر يكتسب السلطة بثبات في ليبيا منذ إطلاق حملته العسكرية الناجحة ضد الجماعات الجهادية والإسلامية في ليبيا في عام 2014 واستيلائه الناجح على أربع محطات حيوية لتصدير النفط من حرس المنشآت البترولية في شرق ليبيا مما أدى إلى زيادة إنتاج البلاد من النفط. لأعلى مستوى منذ سنوات.
على عكس خصومه في حكومة الوفاق الوطني الذين فقدوا شرعيتهم بشكل مطرد، يحتفظ حفتر بنفوذ كبير ومتزايد على البلاد، لا سيما في الشرق. مع سحب مجلس النواب اعترافه بحكومة الوفاق الوطني، يرى بعض الخبراء الأمنيين أنه إذا كانت أي تغييرات محتملة على الاتفاق السياسي الليبي لا تلبي مطالب حفتر، من غير المرجح أن تنجح عملية التوحيد. بالنظر إلى شرعية حفتر المتنامية في البلاد، فقد أدرك المجتمع الدولي بالفعل أن مشاركته ضرورية في تشكيل حكومة قابلة للحياة في ليبيا مع حث وزير الخارجية البريطاني بوريس جونسون على إدراجه في أي حكومة في المستقبل.

### المؤتمر الوطني العام
عندما انتخب في عام 2012 ليحل محل المجلس الوطني الانتقالي، كان أعضاء المؤتمر الوطني العام من غالبية المسؤولين المعتدلين، مع الرئيس الوحيد نوري أبوسهمين وعدد قليل من المسؤولين الآخرين الذين يمثلون الأحزاب الإسلامية. انفصلت العديد من فصائل المؤتمر الوطني العام لاحقًا عن المجموعة حيث أصبحوا قلقين بشأن تصرفات الحكومة، خاصة وأن العنف التي تسببها الميليشيات الإسلامية المدعومة من قادة الجماعة، بدأت في التصعيد. حاليًا، يدعم المؤتمر الوطني العام الجماعات والميليشيات الإسلامية المتشددة في طرابلس ومصراتة، مع القليل من الدعم الأجنبي.

### مصر
خيّب زعيم الجيش الوطني الليبي حفتر التفاوض مع رئيس الوزراء الوطني السراج في فبراير 2017 بخيبة أمل الحكومة المصرية التي دعمت دوره في حكم ليبيا. يضغط الرئيس عبد الفتاح السيسي بقوة من أجل التوصل إلى تسوية بين مجلس النواب الليبي وحكومة الوفاق الوطني من أجل إنهاء الحرب الأهلية واحتواء انتشار الحركة الإسلامية والجهادية التي أوجدتها. أعربت مصر عن قلقها من أن استمرار الصراع سيعطي الجماعات الإسلامية في ليبيا، مثل الإخوان المسلمين، نفوذاً أكبر في البلاد.
بصرف النظر عن إمداد حكومة طبرق بصفقات أسلحة كبيرة، بالنسبة لمصر، فإن وجود الجزء الشرقي من ليبيا تحت دور زعيم صديق للبلاد، في هذه الحالة خليفة حفتر، سيخلق منطقة عازلة مع داعش وأي معارضة لحكومة السيسي في القاهرة.

### روسيا
على الرغم من معارضتها لتحرك الناتو للإطاحة بالزعيم السابق معمر القذافي، فإن روسيا لم تمنع قرار الأمم المتحدة الداعي إلى التدخل في ليبيا في عام 2011. ومنذ ذلك الحين، دأبت روسيا على تكرار استخدمت ليبيا «كمثال على الإخفاقات الغربية في الشرق الأوسط». أكدت الحكومة الروسية أنها تنوي القيام بدور في استعادة نظام قوي في البلاد. قبل أيام من زيارة السراج إلى روسيا في آذار / مارس 2017، قال المتحدث باسم بوتين، «روسيا مهتمة بأن تصبح ليبيا أخيرًا دولة عاملة بعد هذا التدخل الهمجي الذي كان أجريت من الخارج، وأدت إلى عواقب وخيمة من وجهة نظر الدولة الليبية ومستقبل الشعب الليبي. وهذا هو سبب اهتمامنا بالتنمية السريعة لقوة دائمة في ليبيا يمكنها أن تبدأ عملية استعادة الدولة وإعادة إنشائها». Russia كما التقت روسيا مؤخرًا بالفصائل المتنافسة:السراج وحيث قام حفتر بزيارة روسيا في وقت سابق من العام الماضي.

### الولايات المتحدة
كانت الولايات المتحدة، إلى جانب الاتحاد الأوروبي من أوائل الأطراف التي اعترفت ورحبت بحكومة الوفاق الوطني كحكومة وحدة وطنية جديدة في ليبيا. في اجتماع مجلس الأمن التابع للأمم المتحدة المنعقد في 24 ديسمبر / كانون الأول 2015، قالت السفيرة سامانثا باور إن «الولايات المتحدة تحث جميع الليبيين على التوحد خلف الاتفاق السياسي الليبي، والاستفادة من الفرصة التي يتيحها تشكيل حكومة الوفاق الوطني من خلال العمل معًا من أجل السلام والاستقرار وسيادة القانون». كما أصدرت الولايات المتحدة بيانًا مشتركًا مع الاتحاد الأوروبي وصفت الهيئة الجديدة بأنها «الحكومة الشرعية الوحيدة في ليبيا». جاء ذلك قبل اعتراف الرئيس الأمريكي السابق باراك أوباما في أبريل 2016 بأن «أسوأ خطأ» في رئاسته كان عدم التحضير لعواقب الإطاحة بالقذافي.
منذ عام 2015، نفذت الولايات المتحدة ثلاث ضربات جوية في ليبيا فيما وصفته بحملة جوية مستمرة من شأنها أن تساعد القوات المحلية المناهضة للدولة الإسلامية في قتال التنظيم. بينما كانت هناك خطط في أوائل عام 2016 لإرسال 6000 جندي من عدد من دول الناتو، مثل فرنسا والمملكة المتحدة، لتدريب هذه القوات المحلية على محاربة الجماعات التابعة لتنظيم الدولة الإسلامية، كانت حكومة الوفاق الوطني مترددة في السماح بمثل هذا الوجود. في ديسمبر / كانون الأول 2016، أخبر المبعوث الأمريكي الخاص إلى ليبيا، جوناثان وينر، الكونغرس أن الولايات المتحدة لا تزال في طليعة الجهود المبذولة «لتوسيع الدعم» لحكومة الوفاق الوطني.
في 27 يونيو 2020، دعت حكومة الوفاق الوطني الولايات المتحدة والاتحاد الأوروبي إلى فرض عقوبات على أنشطة المرتزقة الروس مثل مجموعة فاغنر والجهات الأجنبية الأخرى بعد أن شقوا طريقهم إلى حقل الشرارة النفطي.

### تركيا
عبر رجب طيب أردوغان عن دعمه لحكومة الوفاق الوطني قائلا إن تركيا «لن تدخر جهدا في مواجهة المؤامرة ضد الشعب الليبي». وبالتالي قدمت تركيا طائرات دون طيار، ومدرعات وذخائر إلى حكومة الوفاق الوطني. إلى جانب ذلك تم توقيع اتفاقية ترسيم الحدود البحرية بين الجانبين، مما أثار غضب قبرص واليونان ومصر؛ في 2 يناير 2020 صوت البرلمان التركي برقم 325-184 لإرسال قوات لمساعدة حكومة الوفاق الوطني خلال هجوم طرابلس 2019–20.

### الإمارات العربية المتحدة
تدخلت الإمارات في الحرب الأهلية الليبية لدعم جيش حفتر الوطني الليبي في صراعها مع حكومة الوفاق الوطني. ذكرت قناة الجزيرة أن الإمارات «نفذت، حسب بعض التقديرات، ما يصل إلى 850 غارة لدعم حفتر منذ أن شن هجومه على طرابلس [في عام 2019]».
أدانت حكومة الوفاق الوطني اتفاقية السلام بين إسرائيل والإمارات العربية المتحدة ووصفتها بأنها «خيانة غير مفاجئة من الإمارات العربية المتحدة».

### الجزائر وتونس
على عكس القوى الإقليمية الأخرى، لم تقم الجزائر وتونس ببناء شبكة من الوكلاء في ليبيا، ولكنهما كانا مؤيدين صريحين للمصالحة والحل السياسي بينما كانا يُنسقان بشكل وثيق مع بعضهما البعض لاحتواء التبعات من وجود تنظيم الدولة الإسلامية في ليبيا.

### الدولة الإسلامية
في أكتوبر 2014، أعلن مجلس شورى الشباب الإسلامي (IYSC) أن درنة، وهي بلدة صغيرة على الساحل الشمالي الشرقي وحوالي 720 كيلومترًا (450 ميلاً) من طرابلس، أصبحت أول مدينة ليبية تنضم إلى الخلافة العالمية. في أواخر عام 2014، اعترف أبو بكر البغدادي بوجود داعش في ليبيا، وأعلن عن ثلاث ولايات: برقة (شرق ليبيا)، مع درنة قاعدة لها؛ طرابلس (طرابلس)، وقاعدتها سرت؛ وفزان (جنوب غرب ليبيا).
كمنافس آخر لحكومة الوفاق الوطني وتتألف من مقاتلين أجانب ومنشقين عن الجماعات الجهادية المحلية وعائدين محليين من سوريا، تم طرد الدولة الإسلامية من مقرها الأول في درنة في عام 2015 من قبل القوات المناهضة لحفتر وبدأت في إنشاء قاعدة جديدة في سرت. أصبحت سرت معقل تنظيم الدولة الإسلامية في ليبيا حتى مايو 2016 عندما أعلن تحالف القوات التي تهيمن عليها مصراتة والموالية لحكومة الوفاق الوطني المعروف باسم البنيان المرصوص الحرب. على الدولة الإسلامية هناك. في 2 أبريل / نيسان 2016، أعلنت هذه الميليشيات المتمركزة في مصراتة ولاءها لحكومة الوفاق الوطني من أجل إضفاء الشرعية على نفسها كقوة عسكرية تقاتل لصالح حكومة البلاد المدعومة دوليًا. ترافقت عملية البنيان المرصوص في مايو مع أكثر من 400 غارة جوية أمريكية على مدى ستة أشهر. في 6 ديسمبر / كانون الأول 2016، تحالف الجيش الوطني الليبي مع حكومة الوفاق الوطني للسيطرة على سرت مع إعلان النصر في ذلك الشهر. بينما خسرت الدولة الإسلامية سرت، يُعتقد أن العديد من مقاتليها لا يزالون في ليبيا يديرون خلايا نائمة في طرابلس ومدن وبلدات أخرى عبر البلاد.
حذر المبعوث الأمريكي الخاص إلى ليبيا، جوناثان وينر، لجنة الشؤون الخارجية بمجلس النواب الأمريكي في 30 نوفمبر 2016 من أن الدولة الإسلامية قد تسبب المزيد من المشاكل في ليبيا. “إذا اختار الليبيون القتال فيما بينهم بدلاً من الاتحاد، فإنهم يخاطرون بزيادة احتمالية عودة داعش والمتطرفين العنيفين الآخرين".

## الهيكلية والوزراء
تتألف حكومة الوفاق الوطني بموجب الاتفاق السياسي الليبي من مجلس وزراء ومجلس رئاسي. يتألف المجلس الرئاسي من تسعة أعضاء، ويرأس المجلس الرئاسي بشكل جماعي كرئيس للدولة والقائد الأعلى للقوات المسلحة، وبالتالي تعيين القيادة العسكرية للبلاد. وبحسب الاتفاق فإن المجلس الرئاسي يترأس مجلس الوزراء، ومقره طرابلس ويعين أيضًا أعضاء. مجلس وزراء حكومة الوفاق الوطني، التي تعمل بصفتها السلطة التنفيذية للحكومة، ولها 17 وزيرا ويقودها رئيس الوزراء فايز السراج ونائبين لرئيس الوزراء أحمد معيتيق وموسى الكوني. يحتاج الوزراء في مجلس الوزراء إلى موافقة بالإجماع من قبل رئيس الوزراء ولا يمكن عزل نوابه والوزراء إلا بقرار إجماعي من رئيس الوزراء ونوابه.
تُمنح حكومة الوفاق الوطني ولاية مدتها عام واحد من تاريخ منحها مجلس النواب الليبي تصويتًا بالثقة. ولكن سيتم تمديد هذه المدة تلقائيًا لسنة إضافية إذا لم يتم استكمال وتنفيذ دستور جديد خلال الفترة. يمكن أيضًا حل حكومة الوفاق الوطني عن طريق التصويت بحجب الثقة من مجلس النواب الليبي، أو بوفاة أو شغور أو استقالة رئيس الوزراء.
تم اقتراح الوزراء التالية أسماؤهم في يناير 2016 وتم تفويضهم بمهام الوزراء في 14 مايو 2016 (عدا أعضاء مجلس رئاسة الوزراء المجلس الرئاسي)
| المنصب                                           | موقع الويب                                                     | الاسم                    | فترة الخدمة    | فترة الخدمة    | ملاحظات                                                                         |
| المنصب                                           | موقع الويب                                                     | الاسم                    | منذ            | حتى            | ملاحظات                                                                         |
| ------------------------------------------------ | -------------------------------------------------------------- | ------------------------ | -------------- | -------------- | ------------------------------------------------------------------------------- |
| رئيس مجلس رئاسة الوزراء                          | www.pm.gov.ly                                                  | فائز السراج              | 12 مارس 2016   | 15 مارس 2021   | هم أيضا أعضاء المجلس الرئاسي                                                    |
| نائب رئيس مجلس رئاسة الوزراء                     | www.pm.gov.ly                                                  | أحمد معيتيق              | 12 مارس 2016   | 15 مارس 2021   | هم أيضا أعضاء المجلس الرئاسي                                                    |
| نائب رئيس مجلس رئاسة الوزراء                     | www.pm.gov.ly                                                  | موسى الكوني              | 12 مارس 2016   | 2 يناير 2017   | هم أيضا أعضاء المجلس الرئاسي                                                    |
| نائب رئيس مجلس رئاسة الوزراء                     | www.pm.gov.ly                                                  | عبد السلام كاجمان        | 12 مارس 2016   | 15 مارس 2021   | هم أيضا أعضاء المجلس الرئاسي                                                    |
| نائب رئيس مجلس رئاسة الوزراء                     | www.pm.gov.ly                                                  | فتحي المجبري             | 12 مارس 2016   | 15 مارس 2021   | هم أيضا أعضاء المجلس الرئاسي                                                    |
| نائب رئيس مجلس رئاسة الوزراء                     | www.pm.gov.ly                                                  | علي القطراني             | 12 مارس 2016   | 8 أبريل 2019   | هم أيضا أعضاء المجلس الرئاسي                                                    |
| وزير الدولة لشؤون المجالس المتخصصة               | www.pm.gov.ly                                                  | محمد عماري زايد          | 12 مارس 2016   | 15 مارس 2021   | هم أيضا أعضاء المجلس الرئاسي                                                    |
| وزير الدولة لشؤون الديوان والتشريع               | www.pm.gov.ly                                                  | عمر الأسود               | 12 مارس 2016   | 15 مارس 2021   | هم أيضا أعضاء المجلس الرئاسي                                                    |
| وزير الدولة لشؤون المجتمع المدني                 | www.pm.gov.ly                                                  | أحمد حمزة المهدي         | 12 مارس 2016   | 15 مارس 2021   | هم أيضا أعضاء المجلس الرئاسي                                                    |
| وزارة العدل                                      | www.aladel.gov.ly                                              | جمعة عبد الله الدرسي     | 14 مايو 2016   | 30 يونيو 2016  |                                                                                 |
| وزارة العدل                                      | www.aladel.gov.ly                                              | مصطفى القليب             | 1 يوليو 2016   | 21 مارس 2017   |                                                                                 |
| وزارة العدل                                      | www.aladel.gov.ly                                              | محمد لملوم               | 22 مارس 2017   | 15 مارس 2021   |                                                                                 |
| وزارة الداخلية                                   | www.moi.gov.ly نسخة محفوظة 20 مايو 2014 على موقع واي باك مشين. | العارف الخوجة            | 14 مايو 2016   | 15 فبراير 2018 |                                                                                 |
| وزارة الداخلية                                   | www.moi.gov.ly نسخة محفوظة 20 مايو 2014 على موقع واي باك مشين. | عبد السلام عاشور         | 15 فبراير 2018 | 7 أكتوبر 2018  |                                                                                 |
| وزارة الداخلية                                   | www.moi.gov.ly نسخة محفوظة 20 مايو 2014 على موقع واي باك مشين. | فتحي باشاغا              | 7 أكتوبر 2018  | 15 مارس 2021   |                                                                                 |
| وزارة الخارجية                                   | www.foreign.gov.ly                                             | محمد طه سيالة            | 14 مايو 2016   | 15 مارس 2021   |                                                                                 |
| وزارة المالية                                    | www.mof.gov.ly                                                 | فخر مفتاح بوفرنة         | 14 مايو 2016   | 30 يونيو 2016  |                                                                                 |
| وزارة المالية                                    | www.mof.gov.ly                                                 | أسامة سعد حماد           | 13 نوفمبر 2016 | 7 أكتوبر 2018  |                                                                                 |
| وزارة المالية                                    | www.mof.gov.ly                                                 | فرج بومطاري              | 7 أكتوبر 2018  | 15 مارس 2021   |                                                                                 |
| وزارة الدفاع                                     | www.defense.gov.ly                                             | المهدي البرغثي           | 14 مايو 2016   | 29 يوليو 2018  |                                                                                 |
| وزارة الدفاع                                     | www.defense.gov.ly                                             | فايز السراج              | 30 يوليو 2018  | 14 أبريل 2019  |                                                                                 |
| وزارة الدفاع                                     | www.defense.gov.ly                                             | فتحي باشاغا              | 14 أبريل 2019  | 29 أغسطس 2020  | بالإضافة إلى مهامه كوزير للداخلية                                               |
| وزارة الدفاع                                     | www.defense.gov.ly                                             | صلاح الدين النمروش       | 29 أغسطس 2020  | 15 مارس 2021   |                                                                                 |
| وزارة الحكم المحلي                               | www.lgm.gov.ly                                                 | بداد قنصو مسعود          | 14 مايو 2016   | 17 ديسمبر 2018 |                                                                                 |
| وزارة الحكم المحلي                               | www.lgm.gov.ly                                                 | ميلاد الطاهر             | 17 ديسمبر 2018 | 15 مارس 2021   |                                                                                 |
| وزارة الصحة                                      | www.health.gov.ly                                              | عمر بشير الطاهر          | 14 مايو 2016   | 18 ديسمبر 2018 |                                                                                 |
| وزارة الصحة                                      | www.health.gov.ly                                              | احميد محمد بن عمر        | 18 ديسمبر 2018 | 20 سبتمبر 2020 |                                                                                 |
| وزارة الصحة                                      | www.health.gov.ly                                              | خليفة البكوش             | 20 سبتمبر 2020 | 6 يناير 2021   | وزير مؤقت بالإضافة إلى كونه رئيس اللجنة الاستشارية العلمية لمكافحة جائحة كورونا |
| وزارة المواصلات                                  |                                                                | ميلاد محمد معتوق         | 14 مايو 2016   | 15 مارس 2021   |                                                                                 |
| وزارة الشؤون الاجتماعية                          | www.socialaffairs.gov.ly                                       | فاضي منصور الشافعي       | 14 مايو 2016   | 15 مارس 2021   |                                                                                 |
| وزارة التخطيط                                    | www.planning.gov.ly                                            | الطاهر الجهيمي           | 14 مايو 2016   | 22 يناير 2021  |                                                                                 |
| وزارة التخطيط                                    | www.planning.gov.ly                                            | محمد الزيداني (مكلف)     | 22 يناير 2021  | 15 مارس 2021   | بالإضافة إلى مهامه كوكيل الوزارة للشؤون الفنية                                  |
| وزارة الاقتصاد والصناعة                          | www.industry.gov.ly                                            | عبد المطلوب أحمد أبوفروة | 14 مايو 2016   | 30 يونيو 2016  |                                                                                 |
| وزارة الاقتصاد والصناعة                          | www.industry.gov.ly                                            | ناصر فضل الله الدرسي     | 17 أبريل 2017  | 7 أكتوبر 2018  |                                                                                 |
| وزارة الاقتصاد والصناعة                          | www.industry.gov.ly                                            | علي العيساوي             | 7 أكتوبر 2018  | 28 مايو 2020   |                                                                                 |
| وزارة الاقتصاد والصناعة                          | www.industry.gov.ly                                            | فرج بومطاري (مؤقت)       | 28 مايو 2020   | 15 مارس 2021   | بالإضافة إلى مهامه كوزير مفوض للمالية. استلمه رسميا 6 يونيو 2020                |
| وزارة التعليم                                    | www.moe.gov.ly                                                 | محمد خليفة العزابي       | 14 مايو 2016   | 18 أبريل 2017  |                                                                                 |
| وزارة التعليم                                    | www.moe.gov.ly                                                 | عثمان عبد الجليل         | 18 أبريل 2017  | 31 أكتوبر 2019 |                                                                                 |
| وزارة التعليم                                    | www.moe.gov.ly                                                 | محمد عماري زايد          | 11 نوفمبر 2019 | 15 مارس 2021   | وزير مؤقت بالإضافة إلى عضويته بالمجلس الرئاسي                                   |
| وزارة العمل والتأهيل                             | www.labour.gov.ly                                              | علي غلمة محمد            | 14 مايو 2016   | 27 يناير 2017  |                                                                                 |
| وزارة العمل والتأهيل                             | www.labour.gov.ly                                              | المهدي الأمين            | 25 مايو 2017   | 15 مارس 2021   |                                                                                 |
| وزارة الإسكان والتعمير                           |                                                                | علي النقاصة              | 1 سبتمبر 2020  | 15 مارس 2021   | وزارة مستحدثة                                                                   |
| وزير الدولة لشؤون المرأة والتنمية المجتمعية      |                                                                | أسماء مصطفى الأسطى       | 14 مايو 2016   | 15 مارس 2021   |                                                                                 |
| وزير الدولة لشؤون أسر الشهداء والجرحى والمفقودين |                                                                | مهند سعيد يونس           | 14 مايو 2016   | 15 مارس 2021   |                                                                                 |
| وزير الدولة لشؤون هيكلة المؤسسات                 |                                                                | إيمان محمد بن يونس       | 14 مايو 2016   | 15 مارس 2021   |                                                                                 |
| وزير الدولة لشؤون المصالحة الوطنية               |                                                                | عبد الجواد فرج العبيدي   | 14 مايو 2016   | 30 يونيو 2016  |                                                                                 |
| وزير الدولة لشؤون المهجرين والنازحين             |                                                                | يوسف أبو بكر جلالة       | 14 مايو 2016   | 15 مارس 2021   |                                                                                 |
| جهاز الأمن الداخلي الليبي                        | www.isa.gov.ly                                                 | لطفي الفيتوري الحراري    | 8 سبتمبر 2020  |                | جهاز مستقل يتبع رئاسة الحكومة الليبية                                           |

ولد رئيس الوزراء فايز السراج في عائلة محلية بارزة كان والدها مصطفى السراج منخرطًا أيضًا في السياسة ووصفته الجزيرة بأنه «أحد مؤسسي دولة ليبيا الحديثة بعد استقلالها عن إيطاليا». بعد سقوط القذافي عام 2011، أصبح فايز السراج عضوا في هيئة الحوار الوطني التي عملت على ترسيخ التوافق والوحدة الوطنية في ليبيا. اعتبر ترشيحه كرئيس للوزراء بمثابة حل وسط بين الأحزاب المتنافسة لأنه لا ينتمي إلى أي طرف مشارك في الصراع على السلطة.
شغل نائب رئيس الوزراء أحمد معيتيق منصب رئيس الوزراء لفترة وجيزة، وفي حكومة الوفاق الوطني يمثل مدينة مصراتة، وهو أكبر داعم سياسي وعسكري لحكومة الوفاق الوطني. ميليشيات مصراتة كان لها دور حاسم في سقوط القذافي وتولت زمام المبادرة في القتال ضد داعش في سرت. ميليشيات مصراتة والجيش الوطني الليبي هما أكثر القوات العسكرية أهمية في البلاد
إن مصرف ليبيا المركزي والمؤسسة الوطنية للنفط (NOC)، ومقرهما طرابلس، تعهد كلاهما بالولاء لـ المجلس الرئاسي لحكومة الوفاق الوطني على الرغم من أن المؤسسة الوطنية للنفط أقامت علاقات عمل جيدة مع حفتر والجيش الوطني الليبي بعد أن استولى على موانئ النفط الشرقية من الإسلاميين.كما أنشأت الحكومة في طبرق مصرفًا مركزيًا خاصًا بها ومؤسسة نفطية خاصة بها على الرغم من عدم الاعتراف بهما دوليًا.

## الدعوة إلى إعادة تفاوض محتملة على الاتفاق السياسي الليبي
في 6 ديسمبر / كانون الأول 2016، ألمح المبعوث الأممي الخاص إلى ليبيا مارتن كوبلر أمام اجتماع مجلس الأمن التابع للأمم المتحدة إلى إمكانية إعادة التفاوض بشأن الاتفاق السياسي الليبي، الذي قال إنه «ليس ثابتًا». قال لاحقًا إن الاتفاقية «ثابتة لكنها عالقة».
أصبحت القوى الغربية قلقة بشكل متزايد من أنه إذا استمر الاقتتال الداخلي بين الفصائل السياسية المختلفة ولم يتم الاعتراف بحكومة الوفاق الوطني قريبًا من قبل المؤتمر الوطني العام، سيؤدي ذلك إلى المزيد من الاضطرابات التي ستتطور وستسمح لـ الدولة الإسلامية والجماعات الإسلامية الأخرى بالحصول على مزيد من الأراضي في البلاد.
ذكر تقرير نشرته مجموعة الأزمات الدولية في نوفمبر 2016 أن الاتفاق السياسي الليبي فشل في تهدئة الاضطرابات وحذر من أن البلاد قد تنحدر إلى «السقوط الحر» إذا لم تكن عملية السلام في البلاد قد «أعيد تعيينها». وذكر التقرير أن «خارطة طريق الاتفاق، وفكرة أن حكومة تصريف أعمال تستوعب البرلمانين وحلفائهم يمكن أن تنشئ نظامًا سياسيًا جديدًا وتعيد دمج الميليشيات، لم يعد من الممكن تنفيذها دون تغيير».
منذ نشأتها، تعرضت حكومة الوفاق الوطني أيضًا لانتقادات محلية لتركيزها القليل على المصالحة الوطنية وتحسين حياة السكان والتركيز بدلاً من ذلك على الحفاظ على الدعم الدولي الواسع. يطالب المنتقدون الذين يضغطون من أجل التفاوض على الاتفاق السياسي الليبي بتغييرات في تشكيل حكومة الوفاق الوطني نفسها والدور المستقبلي لـ حفتر في الحكومة.يظل دور حفتر في الحكومة الجديدة أحد أكثر النقاط إثارة للجدل في الاتفاقية. يحظى حفتر بدعم شعبي واسع لمحاربة الإسلاميين بنجاح في شرق ليبيا، وتحرير أربعة موانئ نفطية رئيسية من سيطرة الإسلاميين، وتحقيق الأمن النسبي في بنغازي. يجادل أنصار حفتر بأن إقالته من أي حكومة مستقبلية لن يجلب السلام للبلاد، أثناء ضمه إلى الحكومة يمكن أن يساعد حكومة الوفاق الوطني في السعي للتوصل إلى حل وسط مع مجلس النواب الليبي الذي يدعمه.

## انتقادات
منذ بدايتها في ديسمبر 2015، أحرزت حكومة الوفاق الوطني تقدمًا ضئيلًا في توحيد البلاد وأثبتت عدم فعاليتها في مجالات مثل الأمن القومي والاقتصاد، والأهم من ذلك، الحوكمة الشاملة لليبيا.
أعربت عدد من وسائل الإعلام عن شكوكها في أن حكومة الوفاق الوطني ستكون قادرة على تأكيد نفسها كشخصية سلطة حقيقية وحشد الدعم من مواطنيها، حيث تستمر الميليشيات المختلفة في السيطرة على ليبيا

### تصور سلبي
مارتن كوبلر، رئيس بعثة الأمم المتحدة للدعم في ليبيا (UNSMIL) وأحد منظمي حكومة الوفاق الوطني، تحدى الحكومة علنًا عبر تويتر بعد أشهر قليلة من تنصيبها. في يونيو 2016، غرد كوبلر على تويتر «قلق من انقطاع التيار الكهربائي المستمر في أجزاء كبيرة من طرابلس. وحث حكومة الوفاق الوطني على معالجة إمدادات الطاقة للسكان.» في فبراير 2017، اعترف كوبلر بأوجه القصور في حكومة الوفاق الوطني وقال إن هناك إجماعًا متزايدًا لإعادة تشكيل المجلس الرئاسي.
في تشرين الثاني (نوفمبر) 2016، كتب في "الشؤون الخارجية"، عماد الدين ظهري منتصر من مجلس الشؤون العامة الليبي الأمريكي وأحد أعضاء الضغط من المؤتمر الوطني العام، قال "أيام حكومة الوفاق الوطني معدودة. قريبا جدا، قد يضطر الليبيون إلى إيجاد طريق آخر"."

في مقال نُشر في تشرين الثاني (نوفمبر) 2016 بعنوان «صفقة مدعومة من الغرب لإنقاذ ليبيا تنهار»، كتبت الإيكونوميست«، أعادت اتفاقية السلام الأخيرة تشكيل الصراع فحسب، ولم تحلها». وأشارت على وجه التحديد إلى ما يلي:
«من جانبها، لم تفعل حكومة الوفاق الوطني الكثير لكسب الرأي العام. الخدمات متقطعة في أحسن الأحوال، في حين أن الاقتصاد يترنح [...] ارتفعت الأسعار. الحكومة متخلفة شهورا عن دفع الرواتب».
بالإضافة إلى ذلك، حصلت حكومة الوفاق الوطني على تصويت بحجب الثقة من مجلس النواب في طبرق. من أصل 101 نائباً، صوت شخص واحد فقط لصالح حكومة الوفاق الوطني. نشبت الخلافات بين الحكومة والجنرال حفتر - بدعم من البرلمان - منذ بداية حكومة الوفاق الوطني، مما خلق ساحة سياسية غير مستقرة أكثر منذ سقوط القذافي.
في 23 أغسطس، اندلعت الاحتجاجات في العاصمة طرابلس، حيث احتج المئات على حكومة الوفاق الوطني بسبب الظروف المعيشية والفساد داخل الحكومة.

### استقالات القيادة
في يناير / كانون الثاني 2017، استقال نائب رئيس وزراء حكومة الوفاق الوطني موسى الكوني رسميًا ، مشيرًا إلى أن الحكومة «فشلت في معالجة المشاكل العاجلة الناشئة عن سنوات من الصراع والفوضى السياسية»، حسبما ذكرت وكالة رويترز. على وجه التحديد، قال الكوني:
«أعلن استقالتي بسبب فشل المجلس الرئاسي ، لأنه يتحمل مسؤولية القتل والخطف والاغتصاب التي حدثت خلال العام الماضي».
في مقال نُشر في أغسطس 2017، أشارت صحيفة The National إلى أن تسعة من أعضاء الحكومة الأصليين قد استقالوا لاحقًا منذ تولي حكومة الوفاق الوطني السلطة، بما في ذلك وزراء العدل والمصالحة والمالية.

## مقالات ذات صلة
- مجلس الدولة (ليبيا)
- المجلس الرئاسي (ليبيا)
- اتفاق الصخيرات
- الحرب الأهلية الليبية (2014–الآن)